# Ferme de Marsiliana
La ferme de Marsiliana (en italien : Fattoria di Marsiliana) est une ferme fortifiée située à Marsiliana d'Albegna, une frazione de la commune de Manciano (province de Grosseto), en Toscane.

## Histoire
Au XIIe siècle, la domination des Aldobrandeschi établie dans la région, consolide un système d'imposantes structures défensives encore visibles aujourd'hui, les forteresses aldobrandesques. Parmi les plus importants on trouve la Rocca di Montauto, mais aussi : le château de Scerpena, le Château de Scarceta, le fort de Macchiatonda, la ferme de Campigliola, la ferme de Marsiliana, le château de Stachilagi, la tour Crognola et la tour de Buranaccio. 
Le complexe a été construit comme un château au Moyen Âge à proximité d'une ancienne église paroissiale. Marsiliana d'Albegna était une domination de la famille Aldobrandeschi au XIIIe siècle, passa sous le contrôle de la république de Sienne au XIVe siècle et fut conquise au milieu du XVIe siècle par la maison de Médicis qui l'incorporèrent au grand-duché de Toscane, après une très longue période (dont une courte période sous l'État des Présides).
Au XVIIIe siècle, la structure devient la propriété des princes Corsini de Florence qui la restaurent en profondeur à la fin du XIXe siècle ; le domaine appartient toujours à la famille florentine.

## Description
La ferme de Marsiliana ressemble à un vaste complexe qui se développe autour de la tour médiévale carrée, avec des murs en pierre et un créneau au sommet.
Le manoir s'étend sur plusieurs niveaux, avec des fenêtres quadrangulaires et des murs plâtrés ; la petite église qui servait autrefois de chapelle noble est très caractéristique.
À l'extrémité opposée du complexe se trouvent une série de bâtiments aux structures de murs en pierre qui constituaient le petit village autour du château d'origine, devenus plus tard des bâtiments à usage agricole pour la ferme. Actuellement, ils sont utilisés comme résidences.